# Carnaval de Nantes
 (février 2023).
Si vous disposez d'ouvrages ou d'articles de référence ou si vous connaissez des sites web de qualité traitant du thème abordé ici, merci de compléter l'article en donnant les références utiles à sa vérifiabilité et en les liant à la section « Notes et références ».
Le carnaval de Nantes a lieu généralement chaque année entre la fin mars et le début avril et attire près de 100 000 spectateurs. 
Depuis 2000, il se déroule sur une semaine : le défilé du dimanche après-midi (qui était autrefois le lendemain de la grande braderie organisée dans les rues du centre-ville), « Carnaval des Enfants » le samedi après-midi suivant, le dernier étant une parade nocturne le samedi suivant en soirée.
En 2023, le Carnaval de Nantes est classé à l'Inventaire du patrimoine culturel immatériel en France.

## Histoire
Le carnaval nantais est très ancien. Il a connu des formes diverses : bals masqués, mascarades, cavalcades, défilés de Mardi gras, Mi-Carême et autres festivités qui, au fil des siècles, ont marqué l’histoire de la cité des ducs. Les Namnètes ont leurs Saturnales.

### Au Moyen Âge
Au Moyen Âge, le carnaval se déroule de l’épiphanie au carême. En 1404, l’évêque Henri le Barbu menace d’excommunication ceux qui se livrent à des débordements licencieux. Aux XVIe et XVIIe siècles, des arrêts de police attestent l’existence de mascarades. Au XVIIIe siècle, les bals masqués prennent le pas sur ces dernières : le premier bal masqué public de Nantes a lieu en février 1729, lors du carnaval. Lors du carnaval de 1745, un scandale éclate lorsque deux Nantais portent des masques qui représentent une paire des fesses. L'auteur de ces masques, le sculpteur François Le Sueur est arrêté et condamné à trois livres d'aumône, les deux carnavaliers à 100 livres. La Révolution ne met pas un terme à cette coutume, puisqu’en 1792, entre le 13 janvier et le 15 février, quatorze bals sont répertoriés. Dès 1803, sont organisées des cavalcades masquées.

### À partir de 1860
À partir de 1860, se déroulent des batailles d’oranges et autres projectiles (pommes, trognons de choux, patates, etc.). Elles sont abandonnées en 1885 à l’arrivée des confettis. L'année 1880 apporte un changement dans les habitudes : la cavalcade n’ayant pu se dérouler le jour de Mardi gras par suite d’un temps exécrable, une demande est adressée au maire d’autoriser le défilé le jeudi de la Mi-Carême. L’autorisation est accordée. Dans l’euphorie, l’on construit à la hâte un char des blanchisseuses où de joyeux lurons imitent ces dames de Barbin (ce dernier vocable faisant référence à un quartier populaire des bords de l'Erdre). Les commerçants du centre de Nantes signent une pétition pour que cette nouvelle organisation perdure.
L’autorisation est renouvelée les années suivantes et les deux manifestations carnavalesques de Mardi gras et Mi-Carême cohabitent. La nomination de la reine des blanchisseuses entraîne des batailles et crêpages de chignons entre les filles de Barbin et les filles de Sèvre.
La Maison Peignon fondée en 1853 se spécialise dans les masques de Carnaval et les grosses têtes. 
En 1886, a lieu un concours de "bœuf gras" : l'animal primé défile dans les rues et sera ensuite débité et mangé. 

### De 1895 à 1950

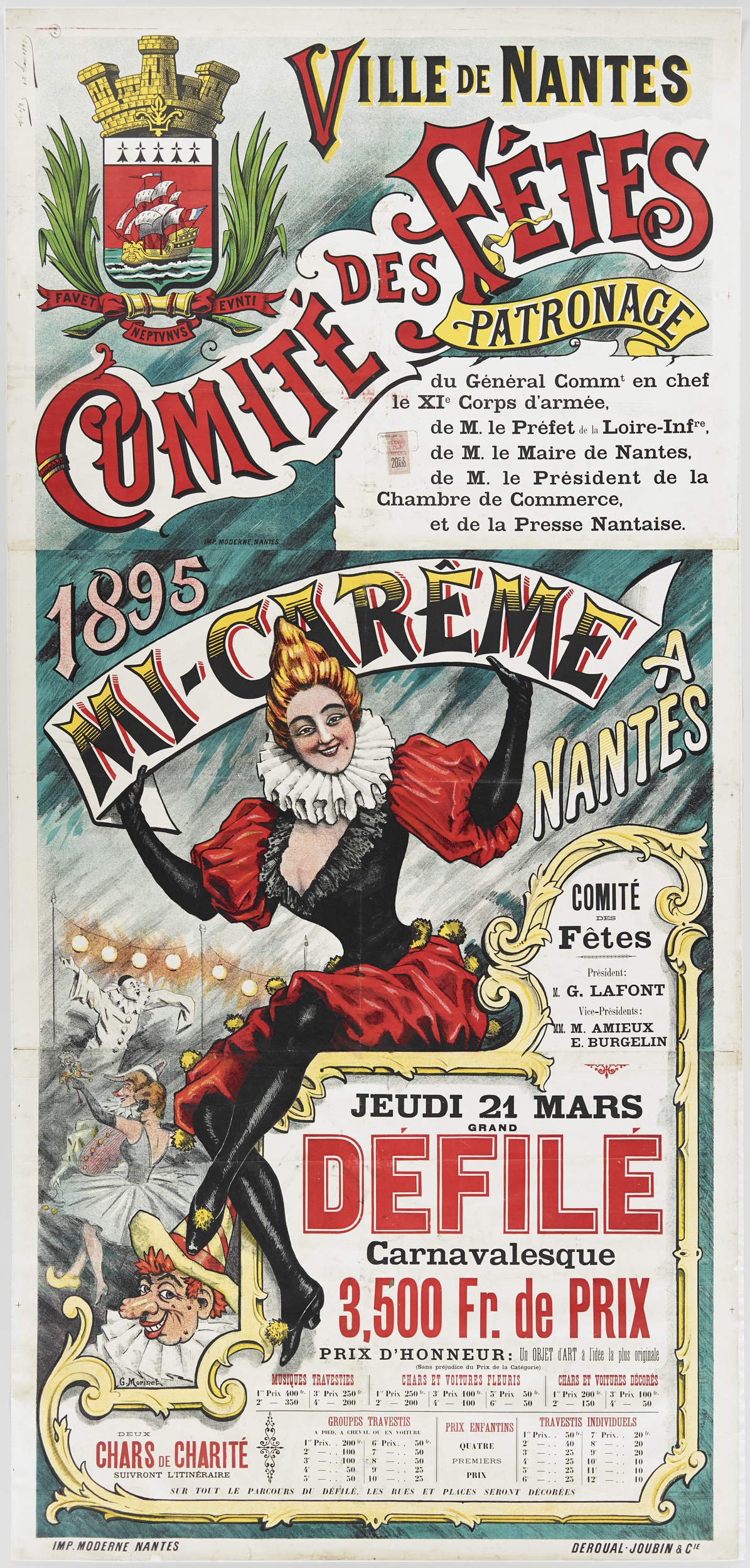
Affiche-programme de la mi-carême de 1895.

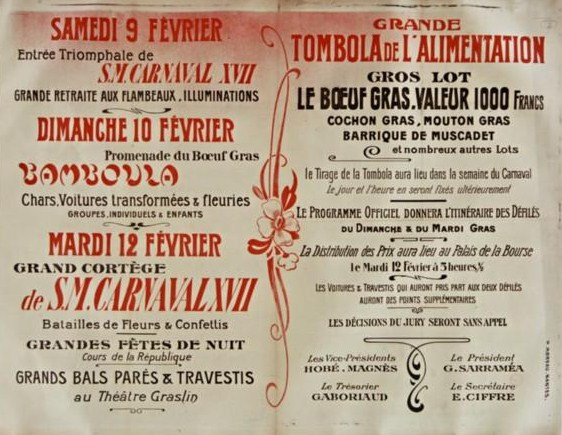
Affiche pour le carnaval de Nantes 1907.

La 1re moitié du XXe siècle connait une évolution dans l'organisation du carnaval :
- en 1895, création d’un comité des fêtes pour l'organisation de la Mi-Carême ;
- en 1896, élection de la première "reine des blanchisseuses", Marie Guilloteau [2]
- en 1912, le titre de « reine de la Mi-Carême » remplace celui de la « reine des blanchisseuses » ;
- en 1920, après l'interruption due à la Première Guerre mondiale, la Mi-Carême et le carnaval reprennent ;
- en 1924, nomination du « Roi Carnaval », personnalité nantaise ;
- en 1930, le Mardi gras perd de son attrait et la Mi-Carême remporte les suffrages du public ;
- en 1947, après la Seconde Guerre mondiale, Aimé Delrue (1902-1961)[5] prend en main l’organisation des défilés en créant dès 1946 un comité des fêtes « élargi » et relance les festivités de la Mi-Carême. La construction des chars est réalisée par des équipes de carnavaliers, tous bénévoles, qui construisent leurs chars dans des locaux et sur des plateaux mis à leur disposition par des entreprises nantaises ;
- en 1950, le mode de traction des chars évolue suivant le développement de la motorisation de l’agriculture. Les chars sont de plus en plus tirés par des tracteurs mécaniques. Le comité se dote progressivement de plateaux spécifiques destinés à la construction des chars.

### Depuis 1955
De nouvelles évolutions apparaissent au cours de la 2e moitié du XXe siècle :
- en 1955, apparition d’une nouvelle technique de construction des chars, grâce à la compétence d'un carnavalier, de surcroît serrurier de métier, Maurice Parois. L'utilisation du grillage et du papier permet un allègement notable des ensembles carnavalesques ;
- en 1958, dernier attelage à cheval dans les défilés carnavalesques (char du bœuf gras) ;
- en 1961, disparition d'Aimé Delrue, mais le comité des fêtes continue son action. À partir de cette décennie, la foule devient plus statique, elle assiste aux défilés, mais participe beaucoup moins (moins de déguisement et de défoulement après le passage du char). Le comité des fêtes construit un vaste bâtiment de 2 000 m2 situé à proximité de Saint-Herblain, atelier destiné à regrouper l'ensemble des constructeurs de chars ;
- en 1963, l’art du char est porté à son apogée. Ils sont de plus en plus perfectionnés grâce à des animations toujours plus audacieuses. Les carnavaliers utilisent des matériaux modernes qui permettent de nouveaux volumes, de nouvelles perspectives ;
- en 1980, centième défilé ou corso carnavalesque ;
- en 1985, reprise de l'appellation carnaval qui correspond mieux à l’esprit de communication que le terme mi-carême ;
- en 1986, Daniel et Nadine Dupouet créent leurs première grosses têtes (des toreros)[2] ;
- en 1987, début de l'utilisation du polystyrène ;
- en 1990, premier défilé de nuit le samedi ;
- en 1991, suppression pour de multiples raisons du défilé du jeudi après-midi ;
- en 1995, inauguration du nouvel atelier de construction, plus vaste (3 800 m2) situé 188 route de Sainte-Luce à Nantes et surtout plus adapté à la construction d'une quinzaine de grands chars, et de centaines de grosses têtes ;
- en 1997, célébration du cinquantenaire du carnaval contemporain ;
- en 2000, intégration dans les défilés carnavalesques de groupes d'associations diverses qui épousent le thème carnavalesque choisi par le comité des fêtes ;
- en 2007, le carnaval de Nantes participe au festival Juste pour rire de Montréal. Pour cela, les chars et grosses têtes ont traversé l'Océan Atlantique en conteneurs pendant que les plateaux rejoignaient Halifax et Montréal par bateau et camion depuis le port de Zeebruges ;
- en 2011, le comité des fêtes a un déficit de 400 000 €. La ville de Nantes a donné naissance à Nantes événement musique organisation (NEMO) pour prendre en charge l'organisation du carnaval, mais le comité des fêtes ne l'entend pas ainsi, et un bras de fer s'engage. Aucun terrain d'entente n'ayant été trouvé, le carnaval est annulé pour cette année[6] ;
- en 2012,
  - le carnaval de Nantes revient en avril[N 1] ;
  - reprise de l'organisation par l'association NEMO
- en 2016, à la suite d'une manifestation contre la loi Travail, l'après-midi du 9 avril, le défilé nocturne, initialement prévu le soir même, est reporté au 23 avril[7].
- en 2018, à la suite de plusieurs manifestations (opposition à la politique d'Emmanuel Macron, soutien aux zadistes expulsés de la ZAD de Notre-Dame-des-Landes, initialement opposée au Projet d'aéroport du Grand Ouest), l'après-midi du 14 avril, le défilé nocturne, initialement prévu le soir même, est reporté au 27 avril[8].
- en 2020, en raison de la pandémie de coronavirus, les défilés, initialement prévus les 29 mars et 4 avril, sont reportés à une date ultérieure, avant d'être finalement annulés[9].
- en 2021, la poursuite de la pandémie de coronavirus incite les organisateurs à annuler de nouveau les festivités pour la deuxième année consécutive[10];
- en 2022, le défilé reprend, les 3 et 9 avril[2], dans une forme légère.

## Galerie de photos du carnaval

Éditions anciennes
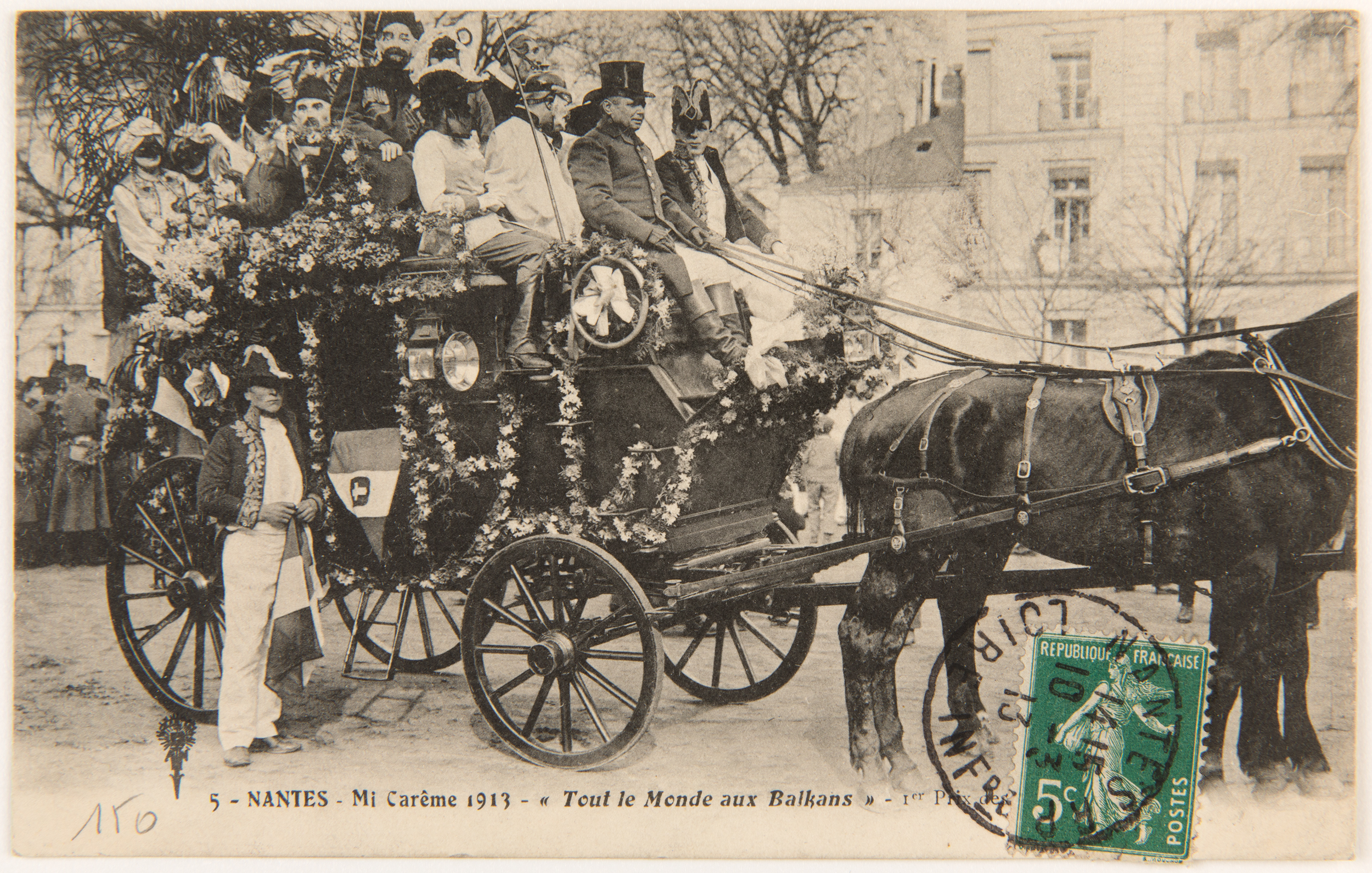
Édition 1913
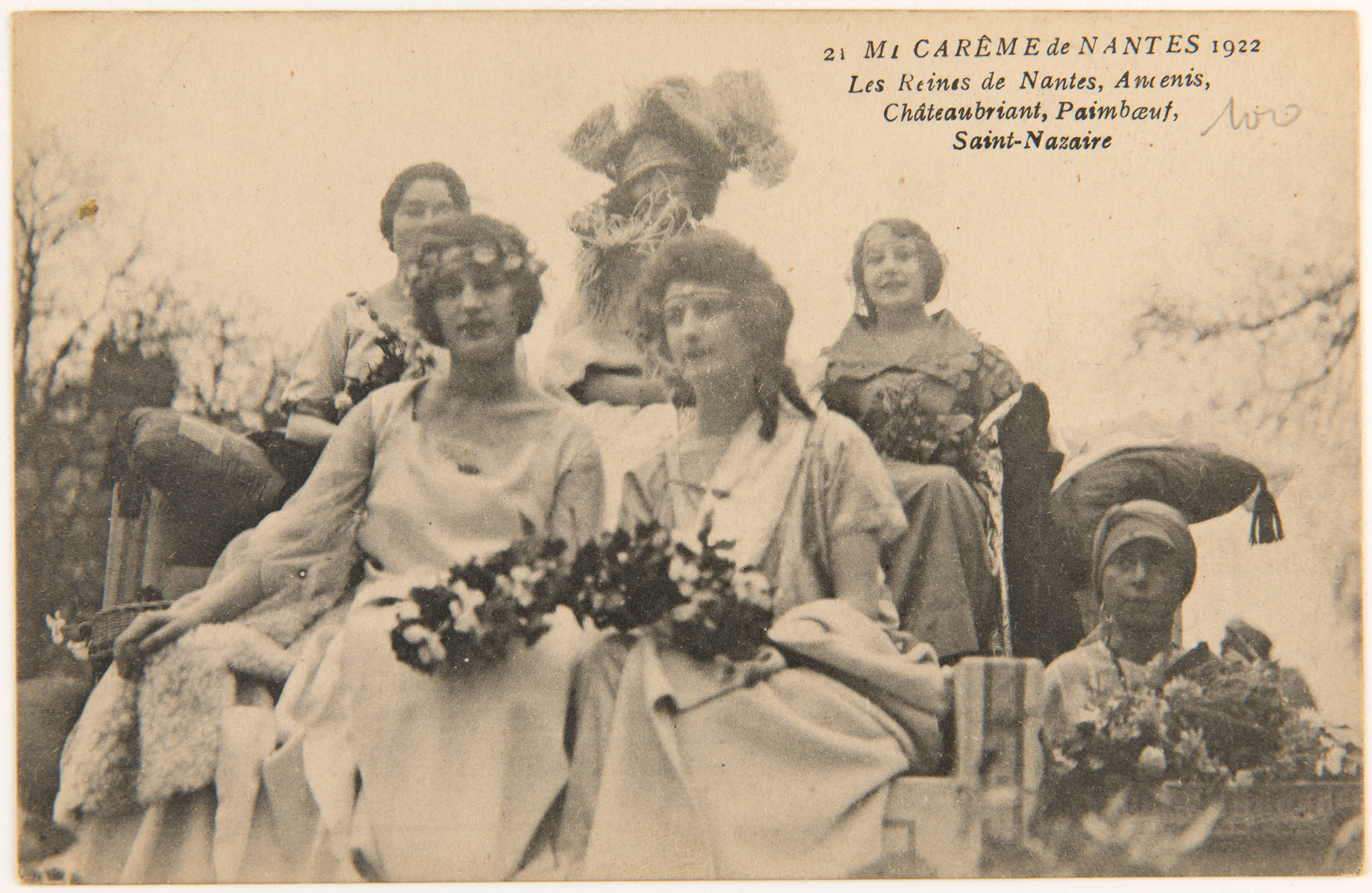
Reines de l'édition 1922

Éditions modernes
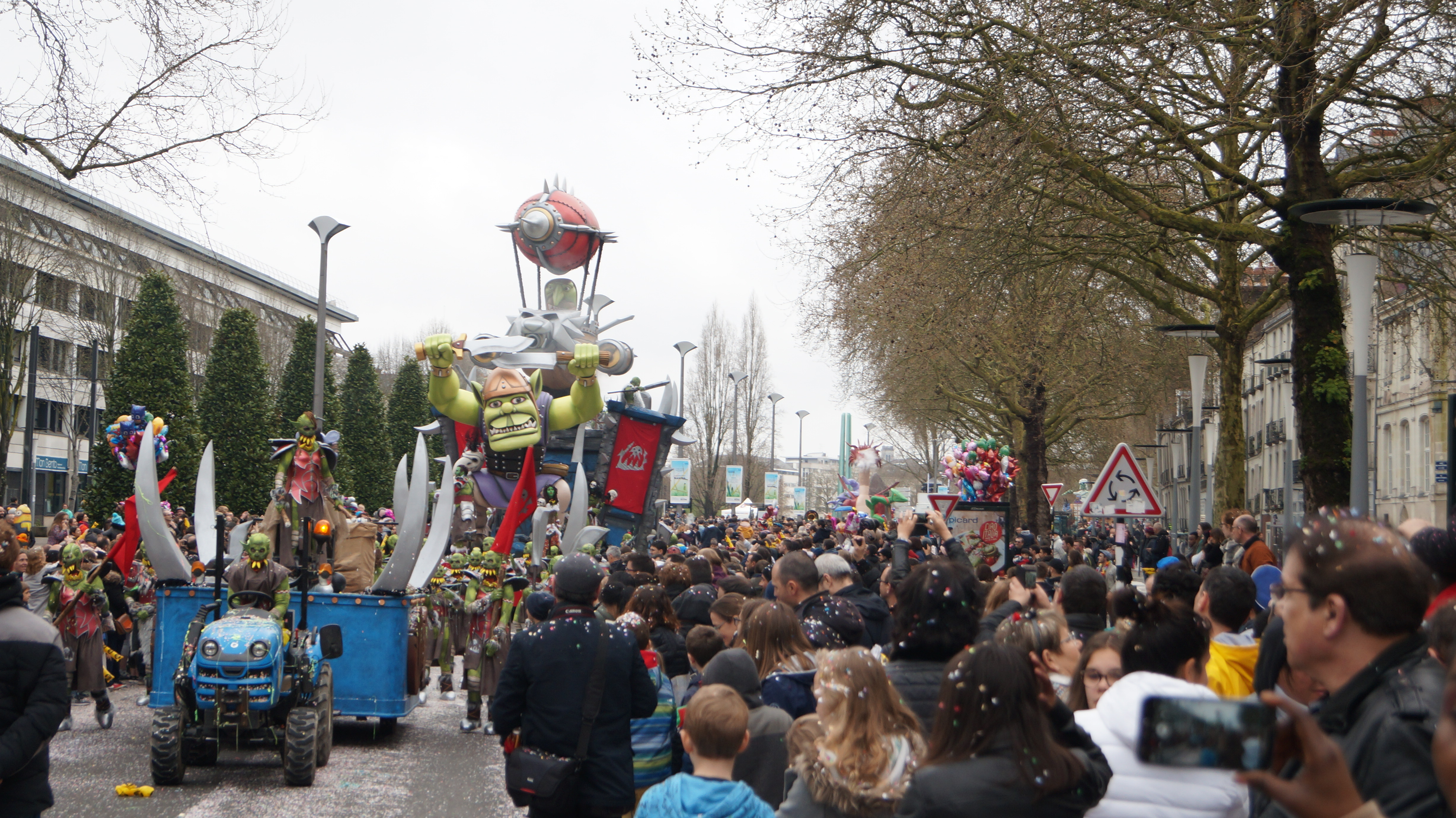
Édition 2018
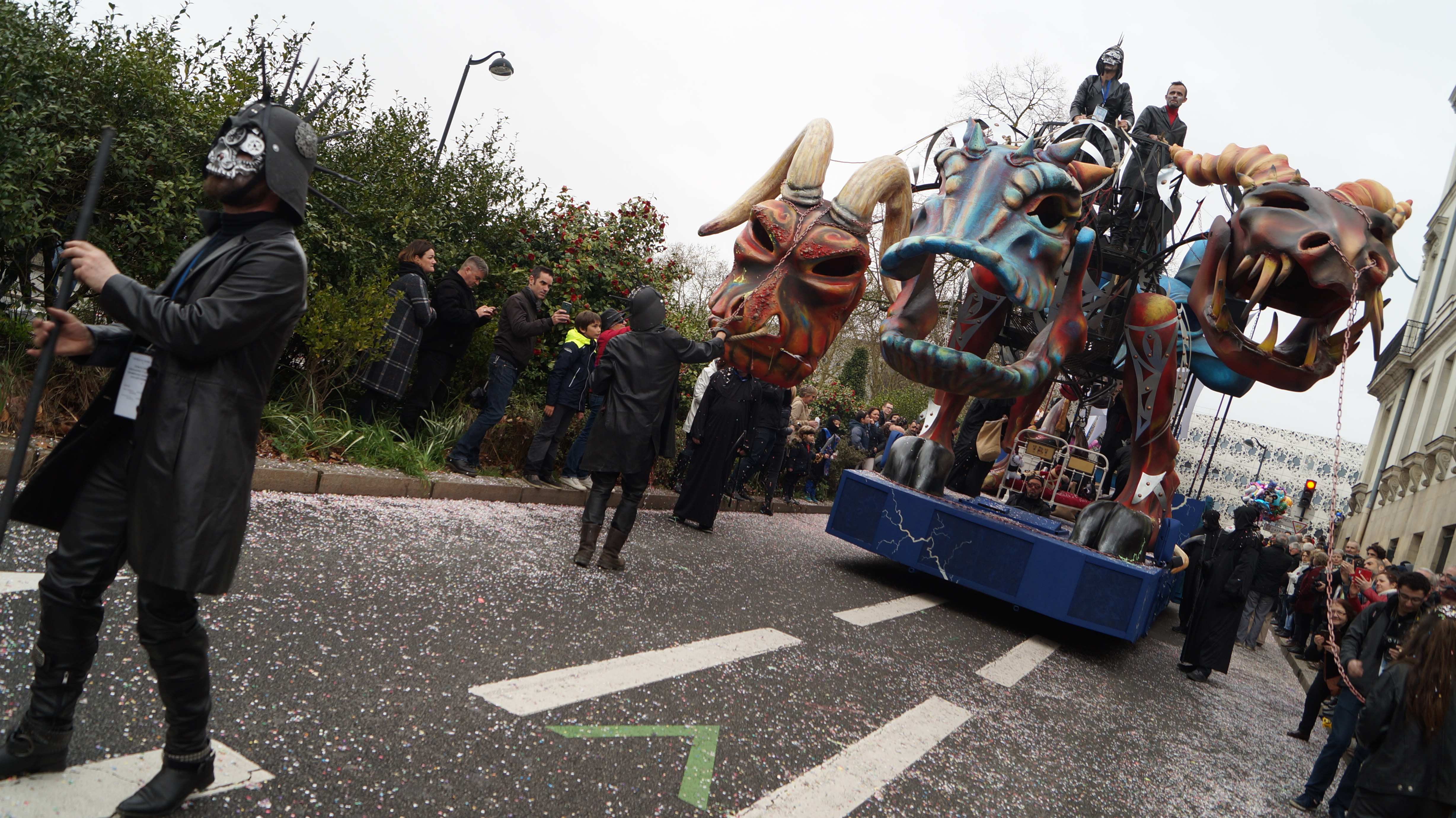
Édition 2018
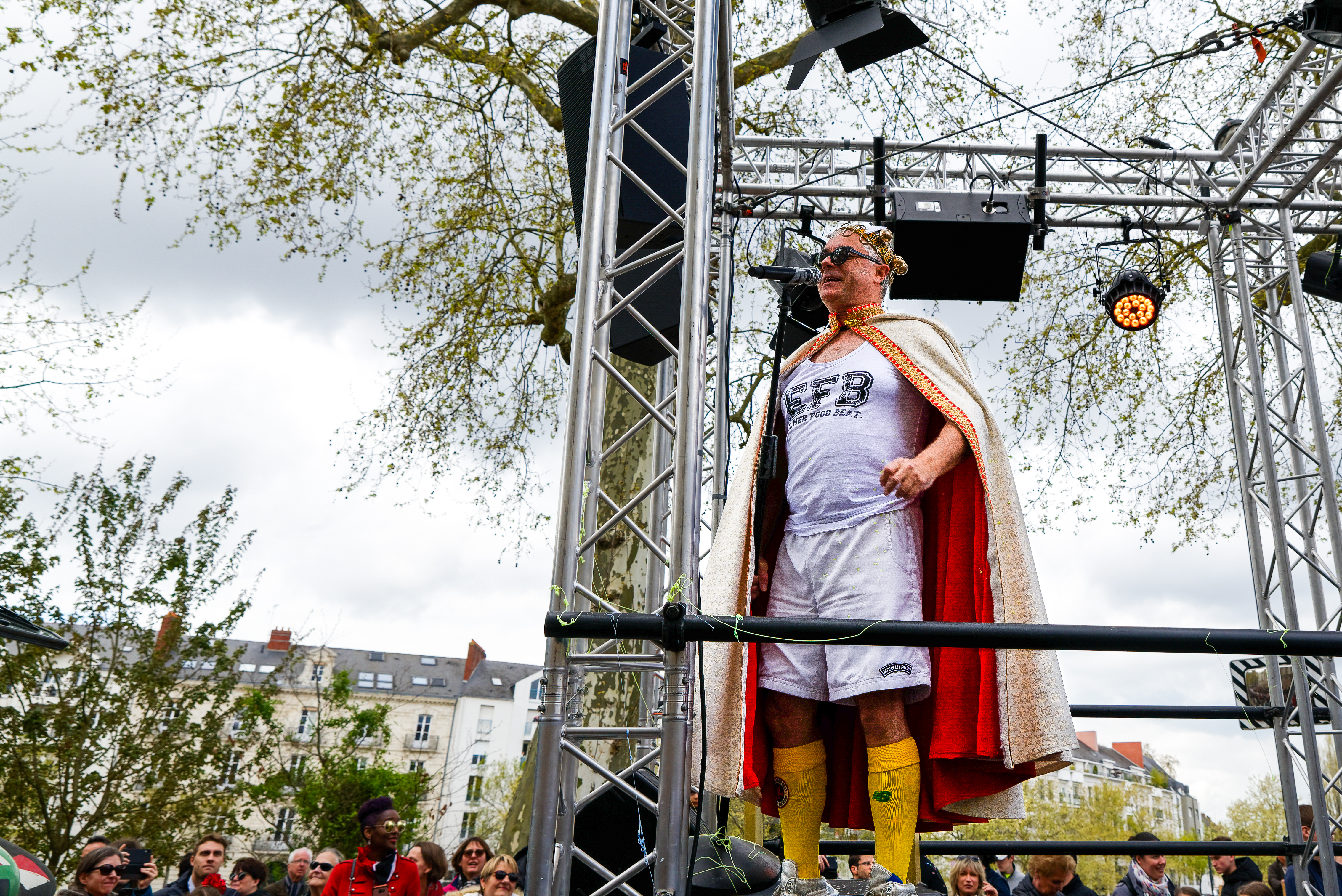
Édition 2019
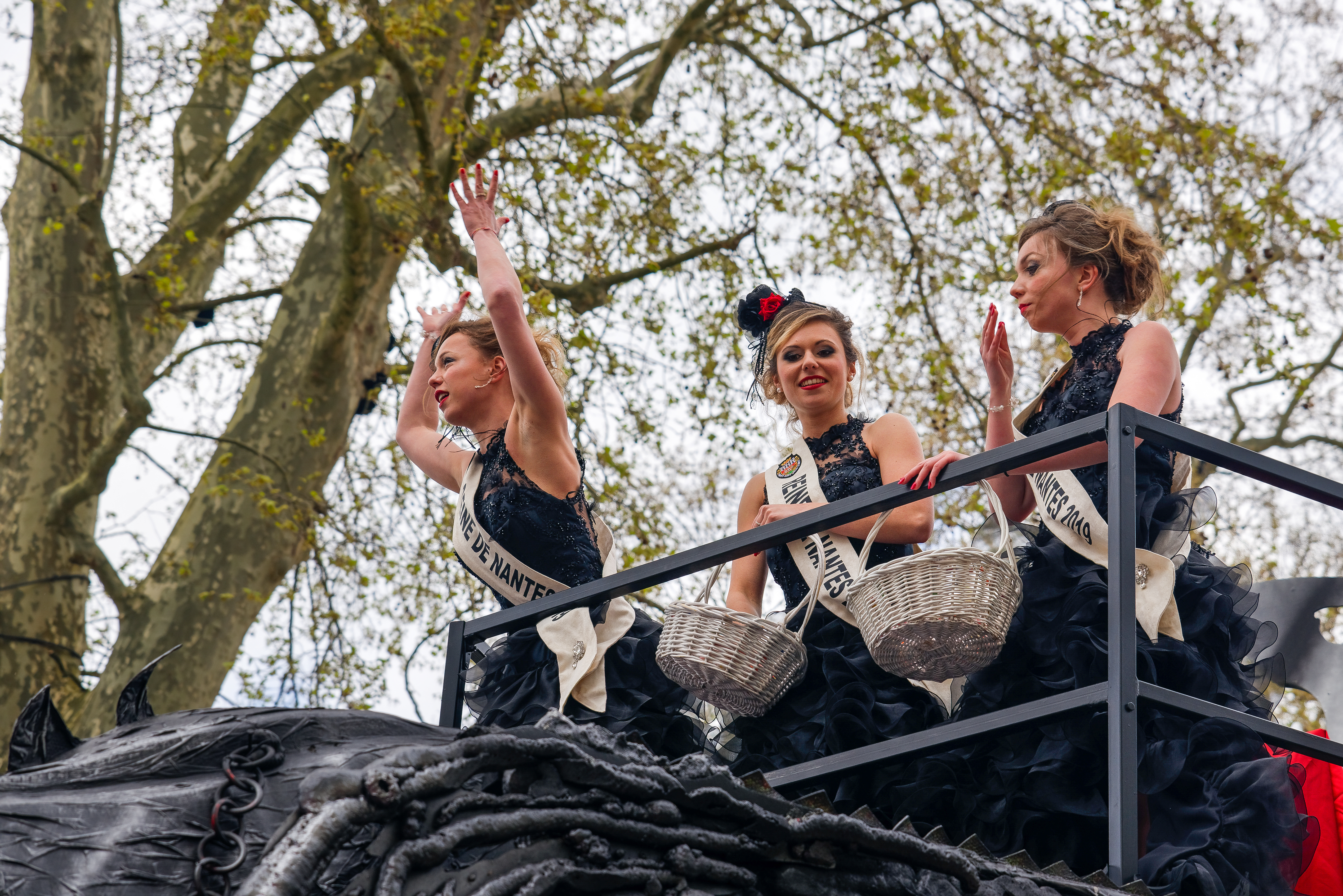
Édition 2019

## Le bœuf gras de Nantes
Le bœuf gras paraît être une vieille tradition du carnaval de Nantes. On le voit défiler, par exemple, en 1907, 1914, 1920, 1921, 1923, et 1924. Comme pour la Promenade du Bœuf Gras au Carnaval de Paris, les bœufs gras du carnaval de Nantes reçoivent un nom de baptême pour la fête : Tango, Carabin 1er, S. M. Gros-Plan, Mironton, etc.

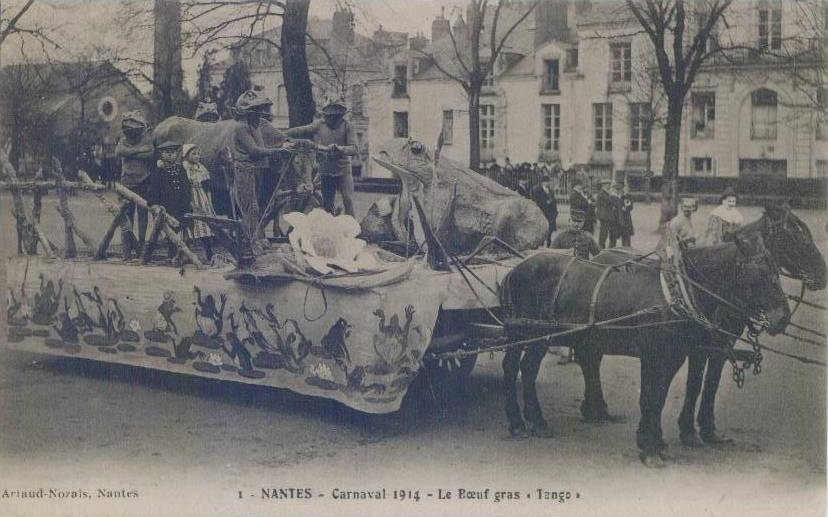
Tango en 1914
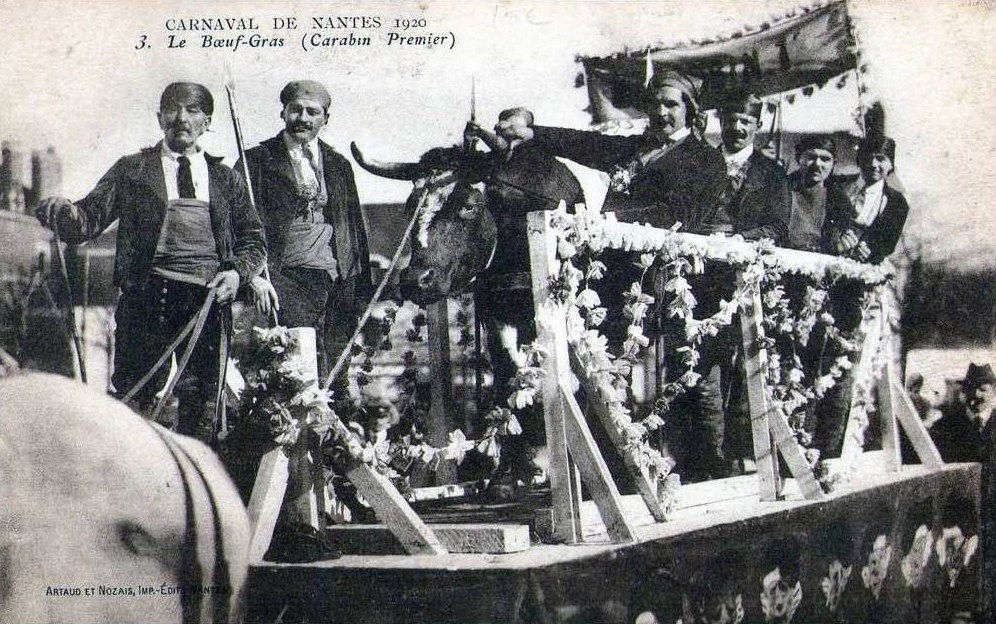
Carabin 1er en 1920
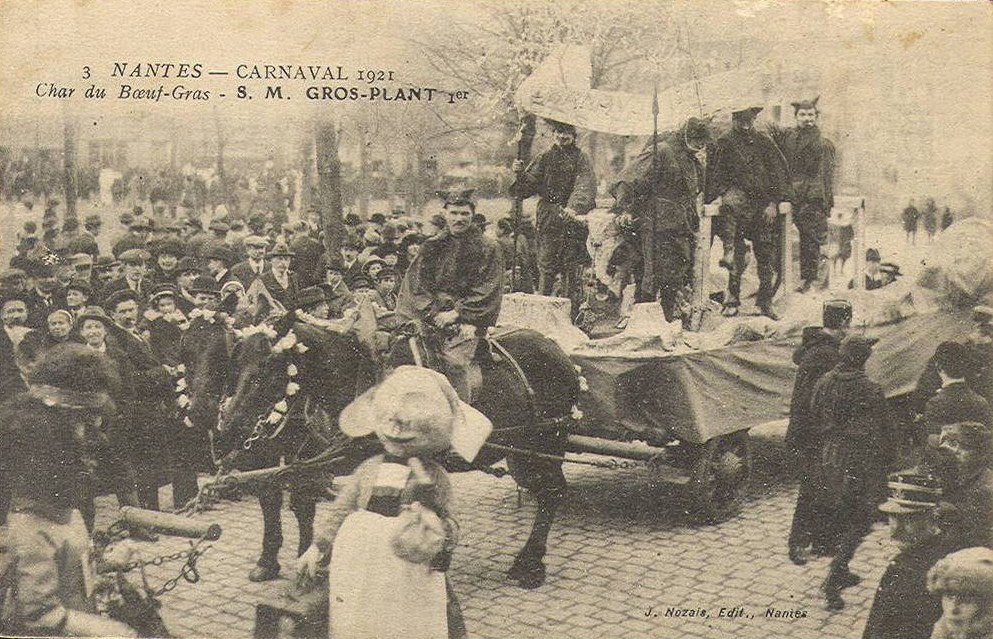
S. M. Gros-Plant 1er en 1921
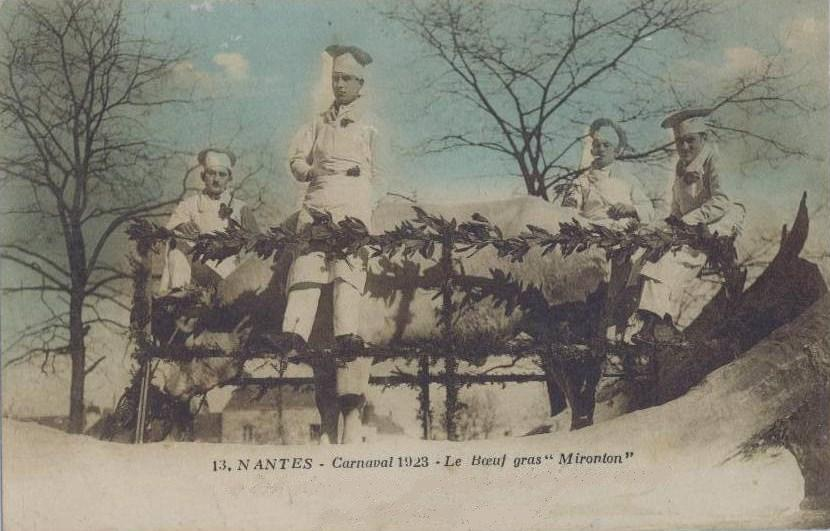
Mironton en 1923
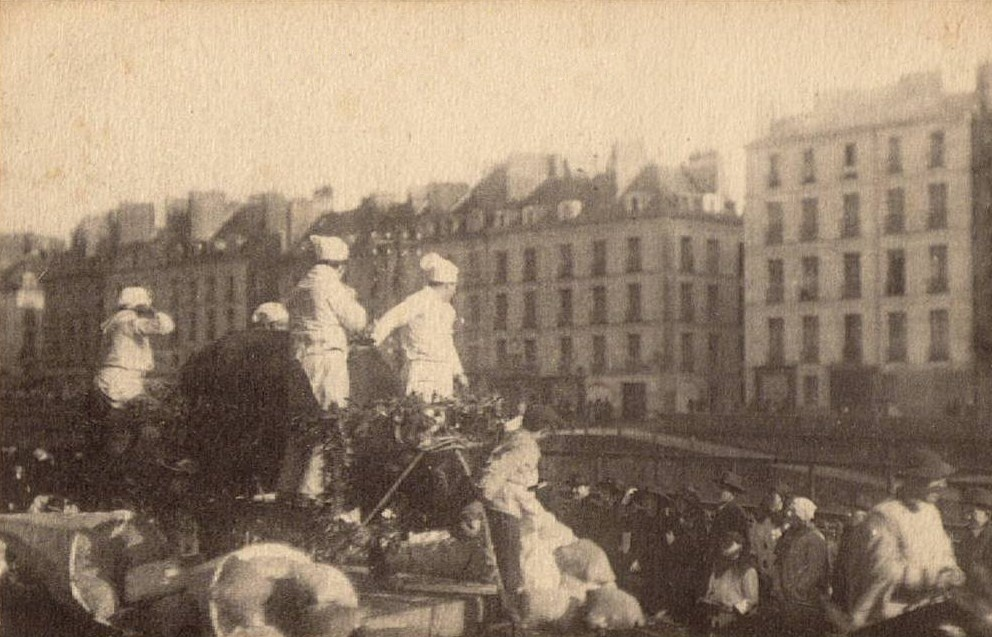
Bœuf gras de 1924

## Le Comité des fêtes
Le Comité des fêtes de Nantes Atlantique est une association loi 1901, soutenue par la ville de Nantes. Il est composé d’une quarantaine de membres bénévoles et dispose d’un secrétariat et d’une équipe permanente, dont les bureaux sont situés au 188 route de Sainte-Luce au même endroit que le vaste atelier où sont créés les chars et les grosses têtes pour chacune des éditions du carnaval de Nantes.
Les éléments carnavalesques sont élaborés par deux cents bénévoles (plus les costumiers) et une équipe permanente du comité, qui rivalisent d'imagination par rapport à un thème précis, renouvelé chaque année, et dont le travail se déroule sur plusieurs mois.
Ce comité des fêtes est chargé de l'organisation et du suivi de toutes les festivités liées au carnaval de Nantes (deuxième carnaval de France) mais également d’autres manifestations : Sardinantes, les festivités de Noël.
En complément de ces activités, le comité des fêtes de Nantes assure à longueur d’année un rôle de conseiller et apporte un soutien logistique auprès d’autres associations, particuliers ou entreprises qui souhaitent organiser des manifestations festives. C'est le cas de l'agence culturelle bretonne qui a demandé son soutien au comité afin d'organiser les fêtes de la Saint-Yves.

## Représentation
Le carnaval de Nantes est évoqué au cinéma dans le film La Reine blanche, sorti en 1991.
Le carnaval de Nantes est un tableau peint vers 1938 par Michel Noury et présent au musée d'Arts de Nantes depuis 2000.